# Covington (Géorgie)
Pour les articles homonymes, voir Covington.
Covington est une ville américaine située dans l'État de Géorgie.

## Histoire
Incorporée en 1822, la ville de Covington a été nommée ainsi en hommage au militaire de l'armée américaine et membre de la Chambre des représentants des États-Unis, Léonard Covington (en).
La ville s'est développée avec l'avènement du chemin de fer.

## Démographie
| 1870  | 1880  | 1890  | 1900  | 1910  | 1920  |
| ----- | ----- | ----- | ----- | ----- | ----- |
| 1 121 | 1 415 | 1 823 | 2 062 | 2 697 | 3 203 |

| 1930  | 1940  | 1950  | 1960  | 1970   | 1980   |
| ----- | ----- | ----- | ----- | ------ | ------ |
| 3 203 | 3 900 | 5 192 | 8 167 | 10 267 | 10 586 |

| 1990   | 2000   | 2010   | - | - | - |
| ------ | ------ | ------ | - | - | - |
| 10 026 | 11 547 | 13 118 | - | - | - |

## Culture

### Lieu de tournages
Covington est le lieu de tournages d'émissions de télévision, y compris les séries télévisées suivantes :
- Liens d'acier
- Dans la chaleur de la nuit
- Vendredi 13
- Vampire Diaries
- Halloween 2
- Kalifornia
- Shérif, fais-moi peur (1979 à 1985)
- The Fighting Temptations
- American Pie 4 est filmé à Newton High School
- Taken 3
- À l'ombre des Magnolias
- The First Lady
- Freaky